# Ким Джонгук
Ким Джонгук (кор. 김종국?, 金鍾國?; род. 25 апреля 1976 года, Сеул, Республика Корея) — южнокорейский певец, артист и актёр. Ким дебютировал как участник южнокорейского дуэта Turbo в 1995 году. Этот дуэт считался одними из самых популярных айдолов своего времени и продал миллионы альбомов в Южной Корее и Азии. После распада дуэта в 2000 году Ким выпустил свой дебютный сольный альбом Renaissance в декабре 2001 года.
Как сольный исполнитель, Ким получил множество наград, включая три премии Golden Disk Awards, две премии Seoul Music Awards, две премии KBS Music Awards, две премии SBS Music Awards, две премии MBC Music Awards, одну премию MBC Best 10 Music Award, одну премию Mnet Asian Music Awards и одну премию Melon Music Awards.
Помимо музыкальной карьеры, Ким зарекомендовал себя как артист эстрады, особенно благодаря участию в различных развлекательных шоу, таких как «X-человек», «Семейный отдых», и получил всемирную известность благодаря участию в шоу «Running Man».

## Ранняя жизнь и образование
Ким родился 25 апреля 1976 года в Йонсане, Сеул, Южная Корея. Его семья состоит из родителей и старшего брата, который работает врачом. Ким посещал начальную школу Мёнхак, среднюю школу Шин Сон и окончил Университет Хансей по специальности «музыкальная композиция». Затем он получил степень магистра на факультете исполнительских искусств в области поп-культуры при Университете Данкук.

## Карьера

### 1995—2000: Turbo
Ким Джонгук впервые вошёл в корейскую музыкальную индустрию в 1995 году как участник дуэта Turbo, который стал очень популярным благодаря своей запоминающейся музыке. После распада дуэта через несколько лет, в 2001 году он начал сольную карьеру, сосредоточившись в основном на балладах.

### 2001—2005: Сольная карьера и первые Дэсаны (Гран-при)
После успеха в составе группы Ким Джонгук столкнулся с трудностями при переходе к сольной карьере. Проблемы с отсутствием новых песен от композиторов, снижение поддержки со стороны агентства и изменение вкусов аудитории привели к провалу его первого сольного альбома. Однако в 2004 году он успешно вернулся с альбомом Evolution, который включал хит «One Man». Впоследствии Ким стал постоянным участником популярного развлекательного шоу «X-человек», что значительно повысило его популярность.
В 2005 году Ким выпустил свой третий альбом This Is Me. Альбом разошёлся тиражом более 300 000 копий и стал одним из самых продаваемых альбомов в Корее в том году. Ведущий сингл «Lovable» возглавил различные музыкальные чарты и был включён в онлайн-игры, такие как Pump It Up и Audition Online. Ким также получил Дэсан (Гран-при) «Артист года» от всех трёх крупнейших корейских телеканалов: SBS, KBS и MBC, став вторым артистом, добившимся этого после Чо Ён Пиля в 1980-х годах.

### 2006—2014: Развлекательные шоу, музыкальные релизы, военная служба и рост популярности
Ким стал лидером первого сезона «Fly Shoot Dori» — проекта, в котором дети, интересующиеся футболом, формируют команды и соревнуются. Однако ему пришлось покинуть команду после получения повестки о призыве на военную службу. Перед уходом он написал и исполнил песню для своей команды под названием «Toward a Dream». Ким был призван в марте 2006 года. Примерно в это же время он выпустил свой четвёртый альбом Volume 4 — Kim Jong-kook’s Fourth Letter. Клип на главный сингл «Saying I Love You» включал Юн Ын Хе, с которой у него ранее была романтическая линия в шоу «X-человек». Несмотря на то что Ким не мог напрямую продвигать альбом из-за службы в армии, он был продан тиражом более 100 000 копий и позже получил награду «Альбом года» на церемонии Melon Music Awards.
В конце апреля 2008 года было объявлено, что певец завершит военную службу 23 мая 2008 года. В этот день его встретили поклонники, и в интервью он сказал, что чувствует облегчение. Его пятый студийный альбом Here I Am был выпущен 22 октября 2008 года и включал такие песни, как «Today More than Yesterday» и «Thank You».
Ким также вернулся на телевидение, став постоянным участником реалити-шоу «Семейный отдых» с 19-го эпизода, которое входит в линейку «Good Sunday» на SBS. «Семейный отдых» стал одним из самых рейтинговых шоу в Корее, постоянно достигая самых высоких рейтингов в воскресный полдень, и приобрёл популярность среди фанатов Халлю.
Его шестой альбом под названием The Eleventh Story был выпущен 27 января 2010 года. В альбом вошли синглы «This is the Person» и «Don’t Be Good to Me». Клип на последний сингл включал участницу «Семейного отдыха» Пак Ё Чжин.
В 2010 году Ким стал участником SBS-шоу «Running Man». В 2011 году он получил награду «Лучшая звезда телевидения» на SBS Entertainment Awards. Ким завоевал популярность в Азии благодаря шоу, став одной из самых популярных корейских звёзд в Сингапуре, где его концерт был полностью распродан, а на нём присутствовало более 1700 фанатов. Он также добился успеха в Китае, где его постоянно называли № 1 среди корейских певцов на китайском стриминговом сайте Tudou и № 2 среди самых популярных корейских знаменитостей на Baidu.
1 ноября 2012 года, после предварительного релиза отдельных песен из своего нового альбома, Ким вернулся на музыкальную сцену с выпуском своего седьмого студийного альбома Journey Home после трёхлетнего перерыва. Его коллеги по «Running Man» ХаХа и Гэри приняли участие в записи альбома, а также бывший участник шоу Сон Джунги, который снялся в клипе на главный сингл «Men Are All Like That». В том же году он начал вести обучающую программу «Аварийный выход No.1», за которую получил награду «Лучший артист эстрады» на KBS Entertainment Awards в 2013 году.
В 2014 году он сформировал дуэт с коллегой по «Running Man» ХаХой, известный как Running Man Brothers. Музыкальный дуэт провёл концертные туры по США в июле и декабре.

### 2015-наст. время: Актёрский дебют, дебют в Китае, воссоединение Turbo и Дэсан в сфере развлечений
В 2015 году Ким дебютировал в качестве актёра, сыграв второстепенную роль в драме KBS «Продюсер», и получил положительные отзывы за «твёрдые актёрские навыки».
В сентябре 2015 года он покинул агентство Urban Works Entertainment после истечения контракта. В октябре 2015 года он подписал эксклюзивный контракт с Maroo Entertainment.
В декабре 2015 года он и участники группы Turbo Ким Чжэ Хён и Майки воссоединились для выпуска 20-летнего юбилейного альбома группы под названием Again . Альбом вышел 21 декабря 2015 года, а заглавный трек «다시», в котором участвовал Ю Джэсок, возглавил онлайн-музыкальные чарты сразу после релиза.
23 августа 2016 года он официально дебютировал как певец в Китае с синглом «Hate That Happiness Came», спродюсированным JJ Lin и написанным Винсентом Фангом.
19 декабря 2020 года Ким вошёл в историю, став первым мужчиной-знаменитостью и вторым человеком, когда-либо получившим «Дасан» в двух областях: музыка и сфера развлечений. Он получил Гран-при (Дэсан) на 14-й церемонии SBS Entertainment Awards за участие в шоу «Running Man» и «Дневник мамы - Мой гадкий утенок».
17 июня 2021 года Ким запустил фитнес-канал на YouTube под названием «Gym Jong Kook», который за первые пять минут набрал 100 000 подписчиков. Через четыре дня канал достиг отметки в 1 миллион подписчиков. В 2021 году он был в составе актёрского состава «Дневник мамы - Мой гадкий утенок», который получил «Гран-при» на 15-й церемонии SBS Entertainment Awards.
28 апреля 2023 года на 59-й церемонии вручения премии «Пэксан» Ким Джонгук выиграл в номинации «Лучший эстрадный артист» за свою работу в шоу «Running Man», «Дневник мамы - Мой гадкий утенок» и «Gym Jong Kook».

## Личная жизнь
Ким Чжон Кук, помимо родного корейского языка, также владеет английским. Он является дядей певицы Сои. Ким известен своей дружбой с Чан Хёком, Ча Тэ Хёном, Хон Гён Мином и Хон Гён Ином. Эти пятеро известны как «Драконовы братья», так как все они родились в 1976 году, году Дракона.
27 августа 2010 года Ким перенес операцию по микродискэктомии поясничного отдела для удаления межпозвоночной грыжи. Управляющая компания Кима, 101 Entertainment, сообщила: «Ким Джонгук продолжал свою повседневную деятельность, не зная о наличии у него грыжи межпозвоночного диска. Однако он испытывал боль, но не придавал этому большого значения и терпел свое состояние, принимая обезболивающие препараты во время съемок SBS „Running Man“.
В январе 2015 года он стал гостем популярного ток-шоу „Healing Camp“, где рассказал о многих личных противоречиях, включая свой выбор работы государственным служащим вместо службы в армии по призыву, что частично было связано с вышеупомянутыми проблемами со спиной.
В декабре 2019 года его операция по удалению грыжи была показана в документальном фильме „My Little Old Boy“.

## Дискография

### Студийные альбомы
| Название                                  | Детали | Наивысшая позиция в чартах | Наивысшая позиция в чартах | Продажи         |
| Название                                  | Детали | KOR RIAK                   | KOR Gaon                   | Продажи         |
| ----------------------------------------- | --- | -------------------------- | -------------------------- | --------------- |
| Renaissance                               | - Релиз: 12 декабря 2001 года - Лейбл: Synnara Music - Форматы: CD, cassette Список песен 1. «Prologue» 2. «Sad Story» 3. «Angel» 4. «남자니까» (Because I'm a Man) 5. «행복하길» (I Wish You Happiness) 6. «사랑했었다» (I Loved You) 7. «Disco» 8. «여인의 향기» (Scent of a Woman) 9. «Love Story» 10. «Thriller» 11. «Night» 12. «1434» 13. «One» 14. «My Way» 15. «친구에게서 연인으로» (From Friend to Lover) | —                          | [ комм. 1 ]                |                 |
| Evolution                                 | - Релиз: 18 июня 2004 года - Лейбл: Synnara Music - Форматы: CD, cassette Список песен 1. «돌아와» (Come Back) 2. «용서해 기억해» (Forgive and Remember) 3. «니가 원한 이별» (The Parting You Want) 4. «Feeling» 5. «슬픔 바램» (Fading Sadness) 6. «한 남자» (One Man) 7. «중독» (Addiction) 8. «그래요...그래도...» (That's Right...But...) 9. «Broken Heart» 10. «하루만» (Only One Day) 11. «태양 가득히» (The Full Sun) 12. «Tonight» 13. «용서» (Forgiveness) 14. «그대가 잠든 사이» (While You Were Sleeping) | 6                          | - Корея: 113,993           |                 |
| This Is Me                                | - Релиз: 24 июня 2005 года - Лейбл: Queen Entertainment - Форматы: CD, cassette Список песен 1. «제자리 걸음» (Standstill) 2. «그녀의 남자에게» (To Her Man) 3. «슬픈 축하» (Sad Congratulations) 4. «선물» (Gift) 5. «Happiness» 6. «사랑스러워» (Loveable) 7. «지우개» (Eraser) 8. «Dream» 9. «토요일 밤» (Saturday Night) 10. «별, 바람, 햇살 그리고 사랑» (Star, Wind, Sunlight and Love) 11. «One Night» 12. «친구에게» (To My Friend) 13. «바보 같은 나» (I'm a Fool) 14. «연습» (Practice) 15. «여전히» (Still) | 1                          | - Корея: 303,049           |                 |
| Fourth Letter (네 번째 편지)              | - Релиз: 13 апреля 2006 года - Лейбл: 101 Entertainment - Форматы: CD, cassette, digital download Список песен 1. «사랑한다는 말» (Saying I Love You) 2. «너만 모르는 이야기» (The Story You Don't Know) 3. «편지» (Letter) 4. «한 사람» (One Person) 5. «사랑이에요» (It's Love) 6. «고백» (Confession) 7. «사랑이 아파도» (Though Love Hurts) 8. «사랑지기» (Failing Love) 9. «그녀를 알아요» (I Know Her) 10. «토박이» (Native) 11. «첫사랑» (First Love) 12. «사랑했나봐» (I Think I Loved) 13. «이별도 고마워» (Thankful Even For The Separation) 14. «꿈을 향해» (Toward A Dream) | 21                         | - Корея: 108,609           |                 |
| Here I Am                                 | - Релиз: 22 октября 2008 года - Лейбл: Maroo Entertainment - Форматы: CD, digital download Список песен 1. «고맙다» (Thank You) 2. «그리운 날들» (Missing Those Days) 3. «오래 오래» (Long Long Time) (feat. Mikey) 4. «어제보다 오늘 더» (Today More Than Yesterday) 5. «Forever» (feat. Mighty Mouth) 6. «이보다 더 좋을 순 없다» (Can't Get Better Than This) (feat. Shi Jin) 7. «그 집앞(序曲)» (Infront of That House (Prologue)) 8. «그 집앞» (Infront of That House) 9. «사랑에 취해» (Poisoned in Love) (feat. Joosuc) 10. «이별의 정석» (Break-up Formula) 11. «이제는 안녕» (Goodbye For Now) 12. «사랑해 널 사랑해» (I Love You I Love You) (feat. Chang Dda-ee) 13. «어떤 사람 어떤 사랑» (Some Person, Some Love) 14. «우리 둘이서» (You and Me Together) | [ комм. 2 ]                |                            |                 |
| Eleventh Story                            | - Релиз: 27 января 2010 года - Лейбл: 101 Entertainment - Форматы: CD, digital download Список песен 1. «이 사람이다» (This Is The Person) 2. «기다립니다» (Waiting) 3. «못 잊어» (Can't Forget) 4. «잘해 주지 마요» (Don't Be Good to Me) 5. «GOOD BYE» 6. «내 마음이 사랑입니다» (My Heart is Love) 7. «잊을게 지울게» (I'll Forget, I'll Erase) 8. «다 알면서» (I Know Everything (feat. Soya)) 9. «구인 광고» (Classifieds) (feat. Mighty Mouth) 10. «떠나가지마» (Don't Leave Me) 11. «행복병» (Happy Virus) (feat. Mighty Mouth) | [ комм. 2 ]                | 3                          |                 |
| Song (노래) (Ремейк альбома)              | - Релиз: 9 сентября 2010 года - Лейбл: 101 Entertainment - Форматы: CD, digital download Список песен 1. «기억이란 사랑보다» (Memories More Than Love) 2. «슬픈바다» (Sad Ocean) 3. «개여울» (The Neck of the Rapid Waters) 4. «다시 내게로 돌아와» (Come Back to Me Again) (feat. Gary) 5. «편지» (Letter) 6. «사랑하기에» (Because I Love You) 7. «당신도 울고 있네요» (You Are Crying Too) 8. «가을편»지 (Autumn Letter) 9. «먼지가 되어» (Becoming Dust) 10. «토요일은 밤이 좋아» (Saturday Night Fever) | [ комм. 2 ]                | 15                         |                 |
| Journey Home                              | - Релиз: 1 ноября 2012 года - Лейбл: JK Entertainment - Форматы: CD, digital download Список песен 1. «니가 생각나» (Thinking of You) 2. «천 개의 발자국» (Thousands of Footprints) 3. «좋겠다» (You Should Be Happy) 4. «남자가 다 그렇지 뭐» (Men Are All Like That) 5. «너무 예뻤어» (So Pretty) 6. «너에게 하고 싶은» (Words I Want to Say to You) (feat. Haha & Gary) 7. «Nostalgia» (feat. Mikey) 8. «지워진다» (Disappearing) 9. «남자도 슬프» (Men Also Feel Sad) (feat. Mighty Mouth) 10. «끝이 아닌 이야기» (Story That Is Not the End) | [ комм. 2 ]                | 3                          | - Корея: 10,138 |
| «—» означает, что релиз не попал в чарты. | |                            |                            |                 |

### Синглы
| Название                                                  | Год              | Наивысшая позиция в чарте | Продажи          | Альбом                                     |
| Название                                                  | Год              | KOR                       | Продажи          | Альбом                                     |
| Корейские релизы                                          | Корейские релизы | Корейские релизы          | Корейские релизы | Корейские релизы                           |
| --------------------------------------------------------- | ---------------- | ------------------------- | ---------------- | ------------------------------------------ |
| «Because I’m a Man» (남자니까)                            | 2001             | [ комм. 3 ]               |                  | Renaissance                                |
| «I Wish You Happiness» (행복하길)                         | 2001             | [ комм. 3 ]               |                  | Renaissance                                |
| «Feeling»                                                 | 2004             | [ комм. 3 ]               |                  | Evolution                                  |
| «One Man» (한 남자)                                       | 2004             | [ комм. 3 ]               |                  | Evolution                                  |
| «Standstill» (제자리 걸음)                                | 2005             | [ комм. 3 ]               |                  | This Is Me                                 |
| «Loveable» (사랑스러워)                                   | 2005             | [ комм. 3 ]               |                  | This Is Me                                 |
| «2005 White Love» (스키장에서) (feat. Mikey)              | 2005             | [ комм. 3 ]               |                  | Неальбомный сингл                          |
| «Letter» (편지)                                           | 2006             | [ комм. 3 ]               |                  | Fourth Letter                              |
| «Saying I Love You» (사랑한다는 말)                       | 2006             | [ комм. 3 ]               |                  | Fourth Letter                              |
| «Only Wind Only Wind» (바람만바람만) (с SG Wannabe)       | 2006             | [ комм. 3 ]               |                  | Неальбомный сингл                          |
| «Today More Than Yesterday» (어제보다 오늘 더)            | 2008             | [ комм. 3 ]               |                  | Here I Am                                  |
| «Thank You» (고맙다)                                      | 2008             | [ комм. 3 ]               |                  | Here I Am                                  |
| «Happy Virus» (행복병) (feat. Mighty Mouth)               | 2009             | [ комм. 3 ]               |                  | Eleventh Story                             |
| «Give It to Me» (따줘)                                    | 2009             | [ комм. 3 ]               |                  | Неальбомный сингл                          |
| «This Is the Person» (이 사람이다)                        | 2010             | 7                         |                  | Eleventh Story                             |
| «Come Back to Me Again» (다시 내게로 돌아와) (feat. Gary) | 2010             | 31                        |                  | Song                                       |
| «I Love You Everyday» (매일매일 사랑해) (c Soya)          | 2010             | 37                        |                  | Неальбомные синглы                         |
| «All for U» (c Mikey)                                     | 2011             | 37                        | - Корея: 270,865 | Неальбомные синглы                         |
| «Men Are All Like That» (남자가 다 그렇지 뭐)             | 2012             | 8                         | - Корея: 587,696 | Journey Home                               |
| «Reminisce» (회상) (feat. Joosuc)                         | 2012             | 28                        | - Корея: 127,823 | Неальбомный сингл                          |
| «Raise Your Voice» (with Kim Jong-kook, Haha and Gummy)   | 2019             | —                         | —                | Running Man Fan Meeting: Project Running 9 |
| «I Like It» (c актёрским составом Running Man)            | 2019             | —                         | —                | Running Man Fan Meeting: Project Running 9 |
| «Forget Me Not» (지우고 아플 사랑은..)                    | 2020             | —                         | —                | Неальбомный сингл                          |
| «Be My Lover» (바다 보러 갈래?) (с Kim Jong-kook X Ateez) | 2021             | —                         | —                | Неальбомный сингл                          |
| «I Luv U» (с KCM and Mirani)                              | 2022             | 96                        | N/A              | Неальбомные синглы                         |
| «Spring Has Come» (봄이 왔나 봐) (с Yang Da-il)           | 2024             | 125                       | N/A              | Неальбомные синглы                         |
| Китайские релизы                                          |                  |                           |                  |                                            |
| «Hate That Happiness Came» (恨幸福來過)                   | 2016             | —                         | —                | Неальбомные синглы                         |
| «Listening to the Sound of Rain» (聽見下雨的聲音)         | 2016             | —                         | —                | Неальбомные синглы                         |
| «Don’t Need to Return My Love» (我的愛不用還)             | 2017             | —                         | —                | Неальбомные синглы                         |
| «—» означает, что релиз не попал в чарты.                 |                  |                           |                  |                                            |

### Саундтреки
| Название                             | Год  | Наивысшая позиция в чартах | Продажи          | Альбом                               |
| Название                             | Год  | KOR                        | Продажи          | Альбом                               |
| ------------------------------------ | ---- | -------------------------- | ---------------- | ------------------------------------ |
| «How Come You Don’t Know» (모르나요) | 2013 | 8                          | - Корея: 191,982 | Хороший доктор OST                   |
| «Trace of Tears» (눈물 자국)         | 2014 | 74                         | - Корея: 23,043  | Любовь в памяти 2 — Записки отца OST |
| «Fool» (바보야)                      | 2016 | 89                         | - Корея: 18,861  | Мужчина в моём доме OST              |
| «Tear Thief» (눈물을 훔친다)         | 2021 | 96                         |                  | Запрет на браки в Чосоне OST         |
| «My Love»                            | 2022 | 200                        |                  | Саундтрек № 1 OST                    |

## Фильмография

### Кино
| Название            | Год  | Роль            | Примечания | Ист.   |
| ------------------- | ---- | --------------- | ---------- | ------ |
| Замечательное радио | 2012 | Пассажир такси  | Камео      |        |
| Бегущий человек     | 2016 | Играет сам себя |            | [ 42 ] |

### Телесериалы
| Название                      | Год  | Роль                    | Примечания              | Ист.   |
| ----------------------------- | ---- | ----------------------- | ----------------------- | ------ |
| Банчжон драма                 | 2004 | Играет сам себя         | Камео (17-й эпизод)     |        |
| Special TV Story              | 2004 | Играет сам себя         | Камео                   |        |
| Дневник старой девы           | 2005 | Играет сам себя         | Камео (224-й эпизод)    |        |
| Девушка, которая видит запахи | 2015 | Играет сам себя         | Камео (1-й эпизод)      |        |
| Продюсер                      | 2015 | Ким Хон Сун             | Роль второго плана      | [ 43 ] |
| Звук твоего сердца            | 2016 | Чо Джонкук / Чон Джонук | Камео (17-18-й эпизоды) |        |

### Телешоу
| Название                          | Год                | Роль                         | Примечания                                                        | Ист.   |
| --------------------------------- | ------------------ | ---------------------------- | ----------------------------------------------------------------- | ------ |
| Команда мечты                     | 2001-2003          | Главный актёрский состав     |                                                                   |        |
| X-человек                         | 2004-2006          | Главный актёрский состав     |                                                                   |        |
| Happy Sunday                      | 2004-2006          | Главный актёрский состав     |                                                                   |        |
| Любовные письма                   | 2005-2006          | Главный актёрский состав     |                                                                   |        |
| Fly Shoot Dori                    | 2005-2006          | Главный актёрский состав     |                                                                   |        |
| Семейный отдых                    | 2008-2010          | Главный актёрский состав     |                                                                   |        |
| Running Man                       | 2010 — наст. время | Главный актёрский состав     |                                                                   |        |
| Аварийный выход No.1              | 2012-2016          | Ведущий                      |                                                                   |        |
| Все                               | 2014               | Ведущий                      |                                                                   |        |
| Ding Ge Long Dong Qiang           | 2015               | Главный актёрский состав     |                                                                   |        |
| Таланты на продажу                | 2016               | Ведущий                      |                                                                   |        |
| Вместе со своей мамой             | 2017               | Главный актёрский состав     |                                                                   |        |
| Клуб драконов                     | 2017               | Главный актёрский состав     | с Чан Хёком, Ча Тэ Хёном, Хон Гён Мином и Хон Гён Ином            |        |
| I Can See Your Voice              | 2017 — наст. время | Ведущий                      | с Ю Се Юном и Итхык                                               |        |
| Дневник мамы — Мой гадкий утенок  | 2018 — наст. время | Главный актёрский состав     |                                                                   |        |
| Звонок                            | 2018               | Актёрский состав (1-я линия) | Эпизоды 1-2, 5                                                    |        |
| In Sync                           | 2019               | Ведущий                      | с Soyou                                                           | [ 44 ] |
| Звонок 2                          | 2019               | Ведущий                      |                                                                   | [ 45 ] |
| Убить Билла                       | 2019               | Ведущий                      |                                                                   | [ 46 ] |
| Rewind                            | 2019-2020          | Капитан команды              |                                                                   | [ 47 ] |
| Five Cranky Brothers              | 2019-2020          | Актёрский состав             |                                                                   | [ 48 ] |
| Pink Festa                        | 2019               | Ведущий                      |                                                                   | [ 49 ] |
| Fly Shoot Dori — New Beginning    | 2020               | Ведущий                      | 1-й эпизод — наст. время                                          | [ 50 ] |
| The Voice of Korea (S3)           | 2020               | Тренер                       |                                                                   | [ 51 ] |
| Red-Cheeked Ramyun Lab            | 2020               | Актёрский состав             |                                                                   | [ 52 ] |
| Trot God is Here 2 — Last Chance  | 2020               | Специальный ведущий          | 38-й эпизод — наст. время                                         | [ 53 ] |
| Crazy Recipe Adventure            | 2021               | Главный актёрский состав     |                                                                   | [ 54 ] |
| Ceremony Club                     | 2021               | Главный актёрский состав     |                                                                   | [ 55 ] |
| Wild Idol                         | 2021               | Ведущий                      |                                                                   | [ 56 ] |
| Problem Child in House            | 2022-2024          | Актёрский состав             | 174-й эпизод — наст. время                                        | [ 57 ] |
| Допожарак: История К-странника    | 2022               | Актёрский состав             | c Чи Хён У, Но Сан Хёном, Чу У Чжэ и Хван Дэ Хоном                | [ 58 ] |
| Kick the Number                   | 2022               | Ведущий                      | с ДинДином                                                        | [ 59 ] |
| Authorized Personnel Only         | 2023               | Актёрский состав             | c Ян Се Хёном и Ли И Гёном                                        | [ 60 ] |
| Express Delivery Mongolia Edition | 2023               | Актёрский состав             | с Чан Хёком, Ча Тэ Хёном, Хон Гён Мином, Хон Гён Ином и Кан Хуном | [ 61 ] |
| Дворец пар                        | 2024               | Ведущий                      | с Ю Се Юном и Мичжу                                               | [ 62 ] |
| Stingy Man                        | 2024-наст. время   | Ведущий                      | c Чан Доён, Ли Джуном, Им У Илем, Ли Сын Хуном, и Пак Ен Чжин     | [ 63 ] |

## Награды и номинации
| Награда                                                    | Год  | Категория                                                            | Номинант / Работа                                                          | Результат | Ист.          |
| ---------------------------------------------------------- | ---- | -------------------------------------------------------------------- | -------------------------------------------------------------------------- | --------- | ------------- |
| Asian Model Awards                                         | 2008 | Популярный певец                                                     | Ким Джонгук                                                                | Победа    |               |
| Премия «Пэксан»                                            | 2023 | Лучший эстрадный артист                                              | Gym Jong Kook, Running Man и Дневник мамы — Мой гадкий утенок              | Победа    | [ 64 ]        |
| Brand of the Year Awards                                   | 2022 | Знаменитость-ютубер года                                             | Ким Джонгук                                                                | Номинация | [ 65 ]        |
| Brand Customer Loyalty Award                               | 2021 | Мультитейнер — Мужская категория                                     | Ким Джонгук                                                                | Победа    | [ 66 ]        |
| DramaFever Awards                                          | 2016 | Лучший броманс                                                       | Ким Джонгук (с Ли Гвансу) Running Man                                      | Победа    | [ 67 ]        |
| Golden Disk Awards                                         | 2004 | Награда за популярность                                              | Ким Джонгук                                                                | Победа    |               |
| Golden Disk Awards                                         | 2005 | Бонсан                                                               | Ким Джонгук                                                                | Победа    |               |
| Golden Disk Awards                                         | 2006 | Бонсан                                                               | Ким Джонгук                                                                | Победа    |               |
| KBS Entertainment Awards                                   | 2005 | Лучший артист эстрады                                                | Shootdori                                                                  | Победа    |               |
| KBS Entertainment Awards                                   | 2013 | Лучший артист эстрады                                                | Аварийный выход No.1                                                       | Победа    | [ 68 ]        |
| KBS Music Awards                                           | 2004 | Бонсан                                                               | Ким Джонгук                                                                | Победа    |               |
| KBS Music Awards                                           | 2005 | Гран-при (Дэсан) — Лучший артист                                     | Ким Джонгук                                                                | Победа    | [ 69 ]        |
| Korean Entertainer Awards                                  | 2005 | Лучшая баллада                                                       | Ким Джонгук                                                                | Победа    |               |
| Korean Broadcasting Awards                                 | 2021 | Награда за популярность                                              | Running Man                                                                | Номинация | [ 70 ]        |
| Корейская премия в области популярной культуры и искусства | 2015 | Prime Minister’s Award                                               | Ким Джонгук                                                                | Победа    | [ 71 ]        |
| KU Music Asian Music Awards                                | 2016 | Asia’s Most Focused Artist Award                                     | Ким Джонгук                                                                | Победа    | [ 72 ]        |
| MBC Best 10 Music Awards                                   | 2004 | Бонсан                                                               | Ким Джонгук                                                                | Победа    |               |
| MBC Music Awards                                           | 2005 | Наиболее популярный певец                                            | «Lovable»                                                                  | Победа    |               |
| MBC Music Awards                                           | 2005 | Гран-при (Дэсан) — Лучший артист                                     | «Lovable»                                                                  | Победа    | [ 69 ]        |
| Melon Music Awards                                         | 2006 | Альбом года                                                          | Volume 4 — Kim Jong Kook’s Fourth Letter                                   | Победа    |               |
| Mnet Asian Music Awards                                    | 2005 | Best Male Artist                                                     | «Standstill»                                                               | Победа    | [ 73 ]        |
| Mnet Asian Music Awards                                    | 2005 | Лучшее исполнение баллады                                            | «Standstill»                                                               | Номинация |               |
| Mnet Asian Music Awards                                    | 2009 | Лучшее исполнение баллады                                            | «Today More Than Yesterday»                                                | Номинация |               |
| SBS Entertainment Awards                                   | 2010 | Лучшая телезвезда                                                    | Running Man                                                                | Победа    | [ 74 ]        |
| SBS Entertainment Awards                                   | 2011 | Награда за выдающиеся достижения (Развлекательные шоу)               | Running Man                                                                | Победа    | [ 75 ]        |
| SBS Entertainment Awards                                   | 2011 | Популярность среди нетизенов                                         | Running Man                                                                | Номинация | [ 76 ]        |
| SBS Entertainment Awards                                   | 2013 | За выдающиеся достижения (мужская категория)                         | Running Man                                                                | Победа    | [ 77 ]        |
| SBS Entertainment Awards                                   | 2013 | Премия за популярность — выбор зрителей                              | Running Man                                                                | Победа    | [ 77 ]        |
| SBS Entertainment Awards                                   | 2014 | Награда за высокое мастерство                                        | Running Man                                                                | Победа    | [ 78 ]        |
| SBS Entertainment Awards                                   | 2014 | Премия Sohu за популярность среди пользователей сети в Китае         | Running Man                                                                | Победа    |               |
| SBS Entertainment Awards                                   | 2015 | Премия Sohu за популярность среди пользователей сети в Китае         | Running Man                                                                | Победа    |               |
| SBS Entertainment Awards                                   | 2018 | PD’s Award                                                           | Running Man и Дневник мамы — Мой гадкий утенок                             | Победа    | [ 79 ] [ 80 ] |
| SBS Entertainment Awards                                   | 2018 | Лучшая пара                                                          | Ким Джонгук (с Хон Чжин Ен) Running Man и Дневник мамы — Мой гадкий утенок | Победа    | [ 79 ] [ 80 ] |
| SBS Entertainment Awards                                   | 2019 | Награда за выдающиеся достижения (Реалити-шоу)                       | Running Man и Дневник мамы — Мой гадкий утенок                             | Победа    | [ 81 ]        |
| SBS Entertainment Awards                                   | 2019 | Гран-при (Дэсан)                                                     | Running Man и Дневник мамы — Мой гадкий утенок                             | Номинация | [ 82 ]        |
| SBS Entertainment Awards                                   | 2020 | Golden Content Award                                                 | с участниками Running Man                                                  | Победа    | [ 83 ]        |
| SBS Entertainment Awards                                   | 2020 | Гран-при (Дэсан)                                                     | Running Man и Дневник мамы — Мой гадкий утенок                             | Победа    | [ 84 ]        |
| SBS Entertainment Awards                                   | 2021 | Гран-при (Дэсан)                                                     | с участниками Дневник мамы — Мой гадкий утенок                             | Победа    | [ 85 ]        |
| SBS Entertainment Awards                                   | 2021 | Артист эстрады года                                                  | Running Man и Дневник мамы — Мой гадкий утенок                             | Победа    |               |
| SBS Entertainment Awards                                   | 2022 | Лучшая пара                                                          | Ким Джонгук (с Ю Джэсоком)                                                 | Победа    | [ 86 ]        |
| SBS Entertainment Awards                                   | 2022 | Гран-при (Дэсан)                                                     | Running Man и Дневник мамы — Мой гадкий утенок                             | Номинация | [ 87 ]        |
| SBS Entertainment Awards                                   | 2023 | Награда за короткий клип, набравший наибольшее количество просмотров | Running Man и Дневник мамы — Мой гадкий утенок                             | Победа    | [ 86 ]        |
| SBS Entertainment Awards                                   | 2023 | Гран-при (Дэсан)                                                     | Running Man и Дневник мамы — Мой гадкий утенок                             | Номинация | [ 87 ]        |
| SBS Entertainment Awards                                   | 2024 | Награда за короткий клип, набравший наибольшее количество просмотров | Running Man и Дневник мамы — Мой гадкий утенок                             | Победа    | [ 88 ]        |
| SBS Entertainment Awards                                   | 2024 | Хороший партнёр                                                      | с участниками Дневник мамы — Мой гадкий утенок                             | Победа    | [ 88 ]        |
| SBS Music Awards                                           | 2004 | Bonsang Award                                                        | Ким Джонгук                                                                | Победа    |               |
| SBS Music Awards                                           | 2005 | Grand Prize (Daesang) — Best Artist                                  | «Loveable»                                                                 | Победа    | [ 69 ]        |
| SBS Visual Arts Award                                      | 2005 | Photogenic Award                                                     | Ким Джонгук                                                                | Победа    |               |
| Seoul Music Awards                                         | 2004 | Бонсан                                                               | Ким Джонгук                                                                | Победа    |               |
| Seoul Music Awards                                         | 2008 | Бонсан                                                               | Ким Джонгук                                                                | Победа    |               |
| Yahoo! Asia Buzz Awards                                    | 2013 | Asia’s Most Charismatic Korean Host                                  | Ким Джонгук                                                                | Победа    | [ 89 ]        |

### Комментарии
1. ↑  Музыкальный чарт Gaon был основан в 2010 году.
2. ↑  Рейтинг альбомов Ассоциации звукозаписывающей индустрии Кореи был закрыт в 2008 году.
3. ↑  Музыкальный чарт Gaon был основан в 2010 году.